# Над Диким полем
«Над диким полем» — перший офіційний студійний альбом українського фолк-метал гурту «Тінь Сонця», презентація якого відбулася 19 листопада 2004. Офіційним видавцем альбому виступив продюсерський центр Наш Формат.

## Список композицій
| Стандартне видання        | Стандартне видання  | Стандартне видання | Стандартне видання             | Стандартне видання |
| #                         | Назва               | Автор слів         | Автор музики                   | Тривалість         |
| ------------------------- | ------------------- | ------------------ | ------------------------------ | ------------------ |
| 1.                        | «Наша Мадонна»      | Тетяна Шаповал     | Сергій Василюк                 | 4:12               |
| 2.                        | «Розорана цілина»   | Олексій Василюк    | Олексій Василюк                | 5:44               |
| 3.                        | «Козача могила»     | Костянтин Науменко | Сергій Василюк                 | 8:08               |
| 4.                        | «Гукає дикий вітер» | Олексій Василюк    | Олексій Василюк Сергій Василюк | 6:00               |
| 5.                        | «Вільним небокраєм» | Костянтин Науменко | Сергій Василюк                 | 4:59               |
| 6.                        | «Світ за очі»       | Сергій Василюк     | Сергій Василюк                 | 2:45               |
| 7.                        | «Палає степ»        | Олексій Василюк    | Сергій Василюк Олексій Василюк | 6:59               |
| 8.                        | «Дикі гуси»         | Сергій Василюк     | Сергій Василюк                 | 5:33               |
| Загальна тривалість 44:20 |                     |                    |                                |                    |

## Учасники запису
У записі альбому взяли участь:
| - Сергій Василюк — вокал, бек-вокал, бас-гітара, гітара (треки 1 та 8) - Андрій Хаврук — клавішні, гітара (треки 1-3) - Володимир Манацюк — гітара; - Олександр Коломієць — бас-гітара (треки 1, 2, 4, 7 та 8); - Олександр Гребньов — ударні; - Костянтин Науменко — ударні, аранжування (треки 3-8); - Тетяна Шаповал — вокал та аранжування (трек 1); | - В'ячеслав Малінін — зведення, звукорежисура, ударні. - Олексій Василюк — аранжування (треки 2, 4 та 7) - Анатолій Зіневич — аранжування (трек 8) - Андрій Савчук — аранжування (трек 8) |